# تافت برادکستینگ
تافت برادکستینگ (انگلیسی: Taft Broadcasting) شرکت رسانه‌ای آمریکایی است، که در سال ۱۹۳۹ تأسیس شد.